# Funció d'Anger
En matemàtiques, la funció d'Anger, introduïda per C. T. Anger (1855), és una funció definida com
{\displaystyle \mathbf {J} _{\nu }(z)={\frac {1}{\pi }}\int _{0}^{\pi }\cos(\nu \theta -z\sin \theta )\,d\theta }
i està estretament relacionada amb les funcions de Bessel.
La funció de Weber (també coneguda com la funció de Lommel-Weber), introduïda per H. F. Weber (1879), és una funció estretament relacionada definida com 
{\displaystyle \mathbf {E} _{\nu }(z)={\frac {1}{\pi }}\int _{0}^{\pi }\sin(\nu \theta -z\sin \theta )\,d\theta }
i està estretament relacionada amb les funcions de Bessel del segon tipus.

## Relació entre la funció d'Anger i la funció de Weber
Les funcions d'Anger i de Weber estan relacionades amb
{\displaystyle {\begin{aligned}\sin(\pi \nu )\mathbf {J} _{\nu }(z)&=\cos(\pi \nu )\mathbf {E} _{\nu }(z)-\mathbf {E} _{-\nu }(z)\\-\sin(\pi \nu )\mathbf {E} _{\nu }(z)&=\cos(\pi \nu )\mathbf {J} _{\nu }(z)-\mathbf {J} _{-\nu }(z)\end{aligned}}}
de manera particular, si ν no és un enter, es poden expressar com a combinacions lineals entre elles. Si ν és un enter, llavors les funcions d'Anger Jν són les mateixes que les funcions de Bessel Jν, i les funcions de Weber es poden expressar com a combinacions lineals finites de funcions de Struve.

## Equacions diferencials
Les funcions d'Anger i Weber són solucions de formes no homogènies de l'equació de Bessel.
{\displaystyle z^{2}y^{\prime \prime }+zy^{\prime }+(z^{2}-\nu ^{2})y=0.}
Més precisament, les funcions d'Anger satisfan l'equació
{\displaystyle z^{2}y^{\prime \prime }+zy^{\prime }+(z^{2}-\nu ^{2})y=(z-\nu )\sin(\pi \nu )/\pi ,}
i les funcions de Weber satisfan l'equació
{\displaystyle z^{2}y^{\prime \prime }+zy^{\prime }+(z^{2}-\nu ^{2})y=-((z+\nu )+(z-\nu )\cos(\pi \nu ))/\pi .}